# Henri Armand Slezynger
Henri Armand Slezynger (c. 1936) é um empresário belga naturalizado brasileiro. Fundador da Unigel, uma das maiores petroquímica do país. De acordo com a revista Forbes, é uma das pessoas mais ricas do Brasil, com um patrimônio estimado em 2022  R$ 17,2 bilhão.

## Histórico
Henri Armand Slezynger nasceu em 26 de abril de 1936, na Antuérpia, cidade localizada a cerca de 40 minutos da capital da Bélgica, Bruxelas. Aos 3 anos de idade, Slezynger veio ao Brasil e foi naturalizado cidadão brasileiro. No Rio de Janeiro, ingressou nos estudos primários e secundários. Mais velho frequentou a Massachusetts Institute of Tecnology (MIT), nos Estados Unidos, onde iniciou seus estudos em engenharia química. Aos 30 anos fundou a Unigel, companhia que, em abril deste ano, completou 56 anos como uma das maiores petroquímicas do Brasil. São Paulo, Bahia, Sergipe, e México são alguns dos locais onde a empresa está presente.

## Honrarias
- Em 15 de julho de 2019, foi condecorado com a Medalha do Mérito Empresarial Conde dos Arcos.[5]
- Em novembro de 2021, recebeu o título de Cidadão Sergipano.[6]
- Em 25 de agosto de 2022, foi condecorado com a Medalha da Ordem do Mérito Industrial.[7]